# Delfines del Este Fútbol Club
Delfines del Este FC es un equipo de fútbol profesional con sede en Santo Domingo Este, República Dominicana. Fue fundado en el año 2014 y en la actualidad el club participa en la Liga Dominicana de Fútbol.

## Historia
El club originalmente tuvo su sede en La Romana y se estableció en 2014 después de que la Federación Dominicana de Fútbol anunciara la creación de una liga profesional, la Liga Dominicana de Fútbol.

## Participaciones internacionales
- Campeonato de Clubes de la CFU: 1 participación

Campeonato de Clubes de la CFU 2021 - Fase de grupos

## Entrenadores
| Entrenador            | Período       |
| --------------------- | ------------- |
| Clemente Hernández    | 2015 -        |
| Miguel Bado           | ¿?            |
| Johannes Hernández    | 2017          |
| Diego Camacho         | 2018          |
| Stefan Ristic         | 2019          |
| Wuiswell Isea         | 2019 - 2020   |
| Edward Acevedo        | 2020          |
| Javier Molinari       | 2021 -2024    |
| Jose Miguel Rodriguez | 2025-presente |